# 山下美弥子
山下美弥子（日语：／ Yamashita Miyako，1962年12月6日—），新潟县北鱼沼郡广神村出身，日本女子排球运动员。她曾代表日本参加1988年夏季奥林匹克运动会排球比赛，获得第4名。